# Herb powiatu świdnickiego (dolnośląskiego)
Herb powiatu świdnickiego – jeden z symboli powiatu świdnickiego, ustanowiony 31 stycznia 2001.

## Wygląd i symbolika
Herb przedstawia na tarczy dzielonej w słup w polu lewym złotym pół czarnego orła ze srebrną przepaską na piersi, natomiast w polu prawym srebrnym pół czerwonego orła ze srebrną przepaską na piersi Herb nawiązuje do herbu księcia świdnickiego Bolka I.